# Sergej Komarov (sciatore)
Sergej Anatol'evič Komarov (in russo Сергей Анатольевич Комаров?; Mosca, 9 dicembre 1983) è un allenatore di sci alpino ed ex sciatore alpino russo.

## Biografia

### Carriera sciistica
Attivo in gare FIS dal novembre del 1998, esordì in Coppa Europa il 30 gennaio 2001 a Les Orres in discesa libera (73º) e ai Giochi olimpici invernali a Salt Lake City 2002, sua unica presenza olimpica, piazzandosi 44º nella discesa libera, 40º nello slalom gigante, 22º nella combinata e non completando il supergigante. Debuttò in Coppa del Mondo in occasione dello slalom gigante di Sölden del 27 ottobre 2002, senza qualificarsi, e ai Campionati mondiali a Sankt Moritz 2003, dove si classificò 36º nella discesa libera, 36º nello slalom gigante, 27º nella combinata e non concluse il supergigante; ai successivi Mondiali juniores del Briançonnais vinse la medaglia d'argento sia nella discesa libera sia nel supergigante.
In Coppa del Mondo prese per la terza e ultima volta il via il 19 dicembre 2003 in Val Gardena in supergigante, ottenendo il suo unico piazzamento in carriera (54º), mentre in Coppa Europa conquistò il miglior piazzamento il 27 gennaio 2004 a Tarvisio in discesa libera (5º). Ai Mondiali di Bormio/Santa Caterina Valfurva 2005, sua ultima presenza iridata, classificò 39º nel supergigante e non completò la combinata; si ritirò durante la stagione 2005-2006 e la sua ultima gara fu una discesa libera FIS disputata il 31 gennaio a Cortina d'Ampezzo, non terminata da Komarov.

### Carriera da allenatore
Dopo il ritiro è divenuto allenatore di sci alpino nei quadri prima della Federazione sciistica della Russia, poi in quella della Bulgaria.

## Palmarès

### Mondiali juniores
- 2 medaglie:
  - 2 argenti (discesa libera, supergigante a  Briançonnais 2003)

### Coppa Europa
- Miglior piazzamento in classifica generale: 85º nel 2004

### Campionati russi
- 3 medaglie:
  - 2 ori (discesa libera, slalom gigante nel 2004)
  - 1 bronzo (supergigante nel 2004)